# 京街碼頭
京街碼頭是澳洲達令港東岸的一個旅遊、商業、住宅、零售及海運綜合發展項目，位於雪梨商業中心區西端。
南至京街、東至些利街（Shelley Street）、北至亞士堅街（Erskine Street）、西至菩提街的區域由住宅大廈佔據。
商業海濱區介乎菩提街與達令港之間，並延伸至亞士堅街盡頭稍北處。

## 外部連結
- Darling Harbour Wharf at Transport for NSW（英语：Transport for NSW） (Archived 1 December 2017)
- King Street Wharf site （页面存档备份，存于）
- Building Management 的存檔，存档日期14 June 2018.